# CD58
CD58, o antígeno 3 asociado a la función de los linfocitos (LFA-3), es una molécula de adhesión celular expresada en células presentadoras de antígenos (APC), particularmente macrófagos y otras células tisulares.   
CD58 se une a CD2 (LFA-2)   en las células T y es importante para fortalecer la adhesión y el reconocimiento entre las células T y las células presentadoras de antígenos profesionales, facilitando la transducción de señales necesarias para una respuesta inmune. Esta adhesión se produce como parte de los encuentros iniciales transitorios entre las células T y las células presentadoras de antígeno antes de la activación de las células T, cuando las células T deambulan por los ganglios linfáticos buscando en la superficie de las APC complejos péptido:MHC a los que reaccionan los receptores de las células T.
Los polimorfismos en el gen CD58 se asocian con un mayor riesgo de esclerosis múltiple.  La región genómica que contiene el polimorfismo de un solo nucleótido rs1335532, asociado con un alto riesgo de esclerosis múltiple, tiene propiedades potenciadoras y puede aumentar significativamente la actividad del promotor CD58 en las células linfoblásticas. "El alelo protector (C) rs1335532 crea un sitio de unión funcional para el factor de transcripción ASCL2, un objetivo de la vía de señalización Wnt". 
CD58 desempeña un papel en la regulación de las células iniciadoras de tumores colorrectales (CT-IC). Así, las células que expresan CD58 se han convertido en una célula de interés en la tumorigénesis.  Las mutaciones de CD58 se han relacionado con la evasión inmune observada en algunos linfomas y se están realizando estudios para analizar cómo su implicación afecta directamente al linfoma de Hodgkin clásico (cHL). 

## Introducción
CD58, antígeno 3 de función linfocitaria (LFA-3), es una glicoproteína que desempeña un papel vital en la respuesta inmune del cuerpo. El ligando natural de CD58, CD2, se encuentra más comúnmente en las superficies de las células T y de las células asesinas naturales (células T/NK).  Durante una respuesta inmune, las interacciones entre las glicoproteínas CD2 y CD58 permiten la activación y proliferación de células T y Natural Killer (células T/NK), mejorando la adhesión celular .  Además, tras la activación, se produce una sucesión de señalización intracelular dentro de las células T y Natural Killer y otras células diana, lo que mejora un mayor reconocimiento celular.  En general, las interacciones CD58-CD2 son complejas y están involucradas en una variedad de respuestas reguladoras inmunitarias, incluidas las antivirales, la inflamación en numerosas enfermedades autoinmunes y los rechazos inmunitarios en trasplantes de órganos. 
CD58 se expresa en una variedad de células diferentes, incluidas células hematopoyéticas y no hematopoyéticas.  Más específicamente, CD58 se expresa en las superficies celulares, lo que permite la adhesión efector-objetivo de forma secuencial hasta el reconocimiento del antígeno.  Esta adhesión permite la activación adecuada de las células T mediante la señalización celular correcta.

## Interacción CD58 y CD2
La composición de CD2 y CD58 comparte muchas similitudes. Ambos dominios extracelulares tienen secuencias de aminoácidos similares que ayudan en la adhesión celular.  Esto permite que una alta afinidad de la secuencia amino terminal extracelular en CD2 se una con CD58, que tiene capacidad para unirse a CD2 en las células T, en las células diana.   Para que una célula T reguladora se active, el reconocimiento de un antígeno ubicado dentro de una proteína del complejo principal de histocompatibilidad (MHC) por parte del TcR, o receptor de células T, es insuficiente.  La proliferación de células T reguladoras requiere el reconocimiento de TcR y otras señales coestimuladoras.  La unión de CD2-CD58 permite la formación de una señal coestimuladora, lo que contribuye a una mayor proliferación de células T reguladoras y a la regulación de las respuestas de las células T mediante la transducción de señales.  

## Estructura y localización de CD58.
La glicoproteína CD58 se puede encontrar en dos isoformas proteicas diferentes, cada una en la superficie celular.  Estos incluyen la forma transmembrana y anclada a GPI.  Se ha descubierto que, en ambas isoformas, CD58 es capaz de interactuar con una variedad de quinasas diferentes y no depende de una sola forma.  Más bien, cada isoforma puede asociarse más eficazmente con diferentes quinasas.  Cada forma, transmembrana y anclada a GPI, se puede encontrar en diferentes partes de la membrana celular. La isoforma anclada a GPI se encuentra principalmente en balsas lipídicas, mientras que la isoforma transmembrana se encuentra principalmente en dominios que no son balsas.  A pesar de esto, la forma transmembrana CD58 puede desencadenar señalización independiente sin la necesidad de la isoforma anclada a GPI.  El CD58 transmembrana tiene una estructura que consta de seis sitios de glicosilación unidos a N en el dominio extracelular, un dominio transmembrana hidrofóbico y, finalmente, un dominio citoplasmático corto.  CD58 anclado a GPI tiene un dominio extracelular similar, pero ningún dominio transmembrana hidrofóbico ni dominio citoplasmático.  Más bien, está unido a la membrana celular a través de una cola GPI. Se estima que la estructura del CD58 está formada por aproximadamente entre un 44% y un 68% de carbohidratos.  La estructura de CD58 también juega un papel en la adhesión celular. Un estudio encontró que la adhesión celular efectiva dependía de la densidad de CD58.  Comparando las isoformas ancladas a GPI y transmembrana, la isoforma anclada a GPI es mucho más eficiente durante la adhesión celular y, en promedio, toma mucho menos tiempo que la isoforma transmembrana.  Independientemente, la estructura tanto del anclaje GPI como del CD58 transmembrana son cruciales en la función general. Mientras que el anclaje GPI mejora la adhesión celular, la isoforma transmembrana es más eficiente en la transducción de señales celulares. 

## Esclerosis múltiple
La esclerosis múltiple (EM) es una enfermedad autoinmune que afecta al sistema nervioso central (SNC). En un individuo con EM, el sistema inmunológico ataca la vaina de mielina, que es crucial para cubrir las fibras nerviosas y permitir una comunicación adecuada con el cerebro y el resto del cuerpo.  Un estudio de asociación genómica sugirió que existe riesgo de desarrollar EM en individuos con variación alélica en la región codificante del gen CD58.  Investigaciones adicionales realizadas sobre el tema sugirieron que existe una fuerte asociación entre el polimorfismo de un solo nucleótido (SNP) rs12044852 CD58 y la aparición de la EM.  Otro estudio se centró en el (SNP) rs1414273 en la región del bucle madre del microARN-548ac del gen CD58.  Más específicamente, se descubrió que el SNP influye en la actividad de escisión de Drosha, lo que puede provocar el desacoplamiento de la expresión de CD58 y la producción de microARN-548ac.  Los datos del estudio también mostraron que los portadores del alelo rs1414273 mostraron una disminución general en los niveles de ARNm de CD58.  Sin embargo, los portadores del alelo mostraron un aumento en los niveles de hsa-miR-548ac.  Existe una influencia entre CD58 y la susceptibilidad a la EM. En una nota similar, un estudio de asociación de todo el genoma encontró que el SNP rs1335532 se asociaba con una disminución en la susceptibilidad a desarrollar EM.  Además, se encontró que en individuos con EM había un aumento en el ARNm de CD58.  Esto se debió a que la región donde reside rs1335532 tenía ciertas propiedades que aumentaban la actividad de CD58 en los linfoblastos .  El alelo protector rs1335532 también apuntó a la vía de señalización Wnt mediante la creación de un sitio de unión para ASCL2, un factor de transcripción y objetivo de la vía de señalización Wnt.  En células inmunes como monocitos y células B primarias, la activación de la vía de señalización Wnt provoca un aumento en la actividad del promotor CD58 a través de un fuerte sitio de unión de ASCL2.  Una expresión reducida de CD58 es un posible riesgo para desarrollar EM.

## Artritis reumatoide
La artritis reumatoide (AR) es una enfermedad autoinmune que afecta principalmente a las articulaciones de un individuo, pero puede afectar y causar problemas en diferentes tejidos.  Un estudio que utilizó un ensayo inmunoabsorbente ligado a enzimas (ELISA) para medir sCD58 (forma soluble de CD58) en individuos con AR y controles normales (NC) para determinar si había una correlación entre los niveles de sCD58 y AR.  Se descubrió que los niveles de sCD58 eran significativamente más bajos en los individuos con AR en comparación con los del control (NC).  Los niveles de sCD58 en el líquido sinovial (LS) de los individuos con AR también fueron más bajos que los de los sujetos de control.  Una disminución en la producción de sCD58 podría causar una disminución en la adhesión CD2-CD58, lo que llevaría a un aumento de las células T. La inflamación continua también sería un efecto de la disminución de sCD58. 